# Абрамов, Сергей Александрович (математик)
Сергей Александрович Абрамов (род. 1946) — советский и российский математик, специалист в области компьютерной алгебры, главный научный сотрудник Вычислительного центра РАН, профессор кафедры алгоритмических языков факультета ВМК МГУ.

## Биография
Окончил школу № 52 с углублённым изучением математики и программирования (1964). Окончил механико-математический факультет Московского университета (с отличием, 1969) по кафедре высшей геометрии и топологии и аспирантуру Вычислительного центра АН СССР (1972).
Защитил диссертацию «Алгоритмы алгебраических преобразований функциональных выражений» (научный руководитель С. С. Лавров) на учёную степень кандидата физико-математических наук (1972). Защитил диссертацию «Арифметические и алгебраические задачи теоретического программирования» на учёную степень доктора физико-математических наук (1983). Учёные звания: доцент (1980), профессор (1992).
Член редколлегии журнала «Программирование», ответственный редактор ежегодных тематических выпусков этого журнала, посвящённых компьютерной алгебре. Член международной Ассоциации вычислительной техники.
Основные результаты связаны с поиском решений дифференциальных и разностных уравнений и их систем, суммированием в замкнутом виде, исследованием вопросов алгоритмической разрешимости компьютерно-алгебраических проблем. Опубликовал около 200 печатных работ. Проводит в МГУ исследовательский семинар «Компьютерная алгебра».
Алгоритмы Абрамова широко используются в современных системах компьютерной алгебры. В частности, им разработан алгоритм поиска рациональных решений линейных разностных уравнений с полиномиальными коэффициентами, а впервые использованная в нём идея универсального знаменателя применяется в основе многих алгоритмов построения более сложных решений.
Подготовил семь кандидатов наук.

## Из библиографии
Автор более 130 научных работ. 

### Книги
- Алгол для школьника : Процедуры / С. А. Абрамов, И. Н. Антипов; АН СССР. Вычислит. центр. Москва. Школа № 52. — Москва : [б. и.], 1970. — 19 с.; 22 см.
- Алгоритмический язык АЛГОЛ 60 : Для 9-10-х кл. сред. школы с углуб. теорет. и практ. изучением математики / Под ред. А. А. Абрамова. — Москва : Просвещение, 1975. — 159 с. : граф.; 21 см.
- Абрамов С. А. Математические построения и программирование / Под ред. С. С. Лаврова. — Москва : Наука, 1978. — 191 с. : ил.; 20 см.
- Программирование на упрощенном АЛГОЛе / С. А. Абрамов. — Москва : Наука, 1978. — 182 с. : граф.; 21 см.
- Основы программирования на Алголе / С. А. Абрамов, И. Н. Антипов. — 2-е изд., перераб. — М. : Наука, 1982. — 172 с. : ил.; 20 см.
- Элементы программирования / С. А. Абрамов. — М. : Наука, 1982. — 96 с. : граф.; 20 см. — (Попул. лекции по математике. Вып. 56; ;).
- Паскаль для школьника. Нестандартные типы процедуры / С. А. Абрамов. — М. : ВЦ АН СССР, 1985. — 51 с. : ил.; 21 см. — (Сообщ. по прикл. математике. / АН СССР, ВЦ).
- Начала программирования на языке Паскаль / С. А. Абрамов, Е. В. Зима; Пер. с рус. С. Гуцу. — Кишинёв : Штиинца, 1989. — 120,[1] с. : ил.; 16 см; ISBN 5-376-00272-1 : 25 к.
- Элементы анализа программ : частичные функции на множестве состояний / С. А. Абрамов. — Москва : Наука, 1986. — 127, [1] с.; 20 см. — (Библиотечка программиста).
- Задачи по программированию для школьников / С. А. Абрамов, Г. Г. Гнездилова, Е. Н. Капустина, М. И. Селюн. — М. : ВЦ АН СССР, 1987. — 57,[1] с. : ил.; 22 см.
  - Задачи по программированию / С. А. Абрамов, Г. Г. Гнездилова, Е. Н. Капустина, М. И. Селюн. — М. : Наука, 1988. — 223,[1] с. : ил.; 20 см. — (Вып. 56).; ISBN 5-02-013774-X : 80 к.
- Компьютерная графика для школьников / С. А. Абрамов, Г. Г. Гнездилова. — М. : ВЦ АН СССР, 1988. — 60 с. : ил.; 22 см. — (Сообщ. по прикл. математике. АН СССР, ВЦ).
- Начала информатики / С. А. Абрамов, Е. В. Зима. — М. : Наука, 1989. — 256 с. : ил.; 20 см. — (Б-чка программиста; Вып. 60); ISBN 5-02-013958-0
- Некоторые алгоритмы компьютерной алгебры, связанные с дифференциальными уравнениями / С. А. Абрамов, К. Ю. Квашенко. — М. : ВЦ АН СССР, 1991. — 53,[1] с.; 21 см. — (Сообщ. по прикл. математике. АН СССР, ВЦ).
- Пакет символьного решения линейных обыкновенных дифференциальных уравнений с полиномиальными коэффициентами / С. А. Абрамов, Е. В. Зима. — М. : ВЦ РАН, 1995. — 19,[1] с.; 21 см. — (Сообщения по программному обеспечению. Рос. АН, ВЦ).
- Лекции о сложности алгоритмов : учебное пособие для студентов высших учебных заведений, обучающихся по специальности и направлению «Прикладная математика и информатика» и по направлению «Информационные технологии» / С. А. Абрамов. — Москва : Изд-во МЦНМО, 2009. — 252 с. : ил.; 22 см. — (Современные лекционные курсы).; ISBN 978-5-94057-433-0
  - Лекции о сложности алгоритмов / С. А. Абрамов. — Москва : МЦНМО, 2014. — 246 с.; ISBN 978-5-4439-2002-3
  - Лекции о сложности алгоритмов : учебное пособие для студентов высших учебных заведений, обучающихся по специальности и направлению «Информационные технологии» / С. А. Абрамов. — Изд. 3-е, испр. и доп. — Москва : Изд-во МЦНМО, 2020. — 251 с. : ил.; 21 см. — (Современные лекционные курсы).; ISBN 978-5-4439-1464-0 : 1500 экз.
- Элементы компьютерной алгебры линейных обыкновенных дифференциальных, разностных и q-разностных операторов : учебное пособие для студентов высших учебных заведений, обучающихся по специальности (направлению) подготовки 010500 «Прикладная математика и информатика» (ЕН.Ф.01.2 — Геометрия и алгебра, ОПД.Ф.01 — Дифференциальные уравнения), направлению «Информационные технологии» (ЕН.Ф.01.10 — Дифференциальные и разностные уравнения) / / С. А. Абрамов. — Москва : Изд-во МЦНМО, 2012. — 127 с.; 21 см; ISBN 978-5-94057-878-9
  - Элементы компьютерной алгебры линейных обыкновенных дифференциальных, разностных и q-разностных операторов [Электронный ресурс] : учебное пособие для студентов высших учебных заведений, обучающихся по специальности (направлению) подготовки 010500 «Прикладная математика и информатика» (ЕН.Ф.01.2 — Геометрия и алгебра, ОПД.Ф.01 — Дифференциальные уравнения), направлению «Информационные технологии» (ЕН.Ф.01.10 — Дифференциальные и разностные уравнения) : электронное издание / С. А. Абрамов. — Москва : Изд-во МЦНМО, 2014. — 127 с.; ISBN 978-5-4439-2001-6
  - Элементы компьютерной алгебры линейных обыкновенных дифференциальных, разностных и q-разностных операторов / С. А. Абрамов. — Москва : МЦНМО, 2021. — 128 с.; ISBN 978-5-4439-2164-8

### Диссертации
- Абрамов, Сергей Александрович. Алгоритмы алгебраических преобразований функциональных выражений : диссертация … кандидата физико-математических наук : 01.00.00. — Москва, 1972. — 120 с.
- Абрамов, Сергей Александрович. Арифметические и алгебраические задачи теоретического программирования : диссертация … доктора физико-математических наук : 01.01.10. — Москва, 1983. — 205 с.

### Под его редакцией
- Компьютерная алгебра = Computer algebra : материалы международной конференции, Москва, 29 июня — 2 июля 2016 года / Федеральное гос. учреждение "Федеральный исслед. центр «Информатика и упр.» Российской акад. наук, Вычислительный центр им. А. А. Дородницына, Федеральное гос. авт. образовательное учреждение высш. образования «Российский ун-т дружбы народов»; [отв. ред. С. А. Абрамов, Л. А. Севастьянов]. — Москва : Вычислительный центр им. А. А. Дородницына Российской акад. наук, 2016. — 102 с. : ил., табл.; 20 см; ISBN 978-5-91993-061-7 : 120 экз.
- Компьютерная алгебра = Computer algebra : материалы Международной конференции, Москва, 30 октября — 3 ноября 2017 г. / Министерство образования и науки Российской Федерации, Федеральное государственное бюджетное образовательное учреждение высшего образования «Российский экономический университет имени Г. В. Плеханова» (ФГБОУ ВО «РЭУ им. Г. В. Плеханова»), Федеральное государственное учреждение «Федеральный исследовательский центр „Информатика и управление“ Российской академии наук», Вычислительный центр им. А. А. Дородницына; [ответственные редакторы: С. А. Абрамов, Т. М. Садыков]. — Москва : РЭУ им. Г. В. Плеханова, 2017. — 173 с. : ил., табл., цв. ил.; 21 см; ISBN 978-5-7307-1266-9 : 150 экз.
- Компьютерная алгебра = Computer algebra : материалы Международной конференции, Москва, 17-21 июня 2019 года / Федеральное государственное учреждение «Федеральный исследовательский центр „Информатика и управление“ Российской академии наук», Вычислительный центр им. А. А. Дородницына, Федеральное государственное автономное образовательное учреждение высшего образования «Российский университет дружбы народов»; ответственные редакторы: С. А. Абрамов, Л. А. Севастьянов. — Москва : Российский ун-т дружбы народов, 2019. — 194 с. : ил., табл.; 20 см; ISBN 978-5-209-09517-0 : 150 экз.
- Компьютерная алгебра = Computer algebra : материалы 4-й Международной конференции, Москва, 28-29 июня 2021 года / Федеральное государственное учреждение «Федеральный исследовательский центр „Информатика и управление“ Российской академии наук», Вычислительный центр им. А. А. Дородницына, ФГАОУВО «Российский университет дружбы народов»; ответственные редакторы: С. А. Абрамов, Л. А. Севастьянов. — Москва : Российский ун-т дружбы народов, 2021. — 120 с. : ил., табл.; 21 см; ISBN 978-5-317-06623-9 : 300 экз.
- Программирование и вычислительная математика : тезисы докладов конференции памяти Н. П. Трифонова (1925—2020) / Московский государственный университет имени М. В. Ломоносова, Факультет вычислительной математики и кибернетики; под ред. С. А. Абрамова, А. В. Столярова. — Москва : МАКС Пресс, 2020. — 43 с.; 21 см; ISBN 978-5-317-06498-3 : 150 экз.